# Musson
Musson (Duits: Emsong) is een plaats en gemeente in de Provincie Luxemburg in België. De plaats ligt, net als een aantal andere in de gemeente, aan de Vire. De gemeente telt ruim 4000 inwoners.

## Kernen

### Deelgemeenten
| # | Naam           | Opp. (km²) | Inwoners (2020) | Inwoners per km² | NIS-code |
| - | -------------- | ---------- | --------------- | ---------------- | -------- |
| 1 | Musson         | 20,74      | 2.944           | 142              | 85026A   |
| 2 | Mussy-la-Ville | 14,63      | 1.714           | 117              | 85026B   |

### Overige kernen
Baranzy, Gennevaux, Mussy-la-Ville, Signeulx en Willancourt.

## Aangrenzende gemeentes
| Aangrenzende gemeenten | Aangrenzende gemeenten | Aangrenzende gemeenten | Aangrenzende gemeenten | Aangrenzende gemeenten |
| ---------------------- | ---------------------- | ---------------------- | ---------------------- | ---------------------- |
|                        |                        | Saint-Léger            |                        |                        |
|                        |                        |                        |                        |                        |
| Virton                 | Aubange                |                        |                        |                        |
|                        |                        |                        |                        |                        |
| Ville-Houdlémont (fr)  |                        | Gorcy (fr)             |                        | Cosnes-et-Romain (fr)  |

## Demografische evolutie

### Demografische evolutie voor de fusie
- Bronnen:NIS, Opm:1831 tot en met 1970=volkstellingen

### Demografische evolutie van de fusiegemeente
Alle historische gegevens hebben betrekking op de huidige gemeente, inclusief deelgemeenten, zoals ontstaan na de fusie van 1 januari 1977.
- Bronnen:NIS, Opm:1831 tot en met 1981=volkstellingen; 1990 en later= inwonertal op 1 januari

| Inwoners van jaar tot jaar op 1 januari 1992 tot heden | Inwoners van jaar tot jaar op 1 januari 1992 tot heden | Inwoners van jaar tot jaar op 1 januari 1992 tot heden |
| jaar                                                   | Aantal                                                 | Evolutie: 1992=index 100                               |
| ------------------------------------------------------ | ------------------------------------------------------ | ------------------------------------------------------ |
| 1992                                                   | 3.779                                                  | 100,0                                                  |
| 1993                                                   | 3.817                                                  | 101,0                                                  |
| 1994                                                   | 3.798                                                  | 100,5                                                  |
| 1995                                                   | 3.812                                                  | 100,9                                                  |
| 1996                                                   | 3.844                                                  | 101,7                                                  |
| 1997                                                   | 3.841                                                  | 101,6                                                  |
| 1998                                                   | 3.835                                                  | 101,5                                                  |
| 1999                                                   | 3.864                                                  | 102,2                                                  |
| 2000                                                   | 3.893                                                  | 103,0                                                  |
| 2001                                                   | 3.964                                                  | 104,9                                                  |
| 2002                                                   | 4.018                                                  | 106,3                                                  |
| 2003                                                   | 4.087                                                  | 108,2                                                  |
| 2004                                                   | 4.065                                                  | 107,6                                                  |
| 2005                                                   | 4.136                                                  | 109,4                                                  |
| 2006                                                   | 4.174                                                  | 110,5                                                  |
| 2007                                                   | 4.232                                                  | 112,0                                                  |
| 2008                                                   | 4.302                                                  | 113,8                                                  |
| 2009                                                   | 4.325                                                  | 114,4                                                  |
| 2010                                                   | 4.411                                                  | 116,7                                                  |
| 2011                                                   | 4.409                                                  | 116,7                                                  |
| 2012                                                   | 4.431                                                  | 117,3                                                  |
| 2013                                                   | 4.482                                                  | 118,6                                                  |
| 2014                                                   | 4.447                                                  | 117,7                                                  |
| 2015                                                   | 4.504                                                  | 119,2                                                  |
| 2016                                                   | 4.482                                                  | 118,6                                                  |
| 2017                                                   | 4.508                                                  | 119,3                                                  |
| 2018                                                   | 4.508                                                  | 119,3                                                  |
| 2019                                                   | 4.551                                                  | 120,4                                                  |
| 2020                                                   | 4.659                                                  | 123,3                                                  |
| 2021                                                   | 4.656                                                  | 123,2                                                  |
| 2022                                                   | 4.650                                                  | 123,0                                                  |
| 2023                                                   | 4.675                                                  | 123,7                                                  |
| 2024                                                   | 4.668                                                  | 123,5                                                  |
| 2025                                                   | 4.708                                                  | 124,6                                                  |

## Politiek

### Resultaten gemeenteraadsverkiezingen sinds 1976
| Partij                                                       | 10-10-1976 | 10-10-1976 | 10-10-1982 | 10-10-1982 | 9-10-1988 | 9-10-1988 | 9-10-1994 | 9-10-1994 | 8-10-2000 | 8-10-2000 | 8-10-2006 | 8-10-2006 | 14-10-2012 | 14-10-2012 | 14-10-2018 | 14-10-2018 | 13-10-2024 | 13-10-2024 |
| Stemmen / Zetels                                             | %          | 13         | %          | 13         | %         | 13        | %         | 13        | %         | 13        | %         | 15        | %          | 15         | %          | 15         | %          | 15         |
| ------------------------------------------------------------ | ---------- | ---------- | ---------- | ---------- | --------- | --------- | --------- | --------- | --------- | --------- | --------- | --------- | ---------- | ---------- | ---------- | ---------- | ---------- | ---------- |
| PS1 / Vivr'Ensemble2/ Action CommuneB                        | 44,551     | 6          | 39,691     | 5          | 42,141    | 6         | 29,421    | 4         | 27,291    | 4         | 36,021    | 6         | 46,151     | 8          | 37,242     | 6          | 74,23B     | 12         |
| PSC1/cdH2 / ECHOA/ Action CommuneB                           | 36,881     | 5          | 34,531     | 5          | 40,91     | 6         | 41,211    | 6         | 27,121    | 4         | 22,162    | 3         | 24,612     | 4          | 36,86A     | 6          | 74,23B     | 12         |
| CLEF1 / ECHOA/ Action CommuneB                               | -          |            | -          |            | -         |           | -         |           | 24,011    | 3         | 27,191    | 4         | 18,671     | 2          | 36,86A     | 6          | 74,23B     | 12         |
| IC1 / PRL-IC2 / IC-MR3 / Mc²4 / Horizon 20245/ Horizon 2030A | 18,571     | 2          | 25,781     | 3          | 16,951    | 1         | 17,191    | 2         | 21,572    | 2         | 14,633    | 2         | 10,574     | 1          | 6,435      | 0          | 25,77A     | 3          |
| Avançons Musson1/ Horizon 2030A                              | -          |            | -          |            | -         |           | -         |           | -         |           | -         |           | -          |            | 19,481     | 3          | 25,77A     | 3          |
| FPP                                                          | -          |            | -          |            | -         |           | 12,18     | 1         | -         |           | -         |           | -          |            | -          |            | -          |            |
| Totaal stemmen                                               | 2346       | 2346       | 2410       | 2410       | 1988      | 1988      | 2464      | 2464      | 2597      | 2597      | 2800      | 2800      | 2883       | 2883       | 2924       | 2924       | 2977       | 2977       |
| Opkomst %                                                    |            |            |            |            | 79,17     | 79,17     | 95,1      | 95,1      | 93,52     | 93,52     | 95,24     | 95,24     | 91,38      | 91,38      | 91,32      | 91,32      | 90,38      | 90,38      |
| Blanco en ongeldig %                                         | 3,84       | 3,84       | 5,19       | 5,19       | 6,54      | 6,54      | 6,05      | 6,05      | 8,43      | 8,43      | 7,00      | 7,00      | 7,11       | 7,11       | 10,09      | 10,09      | 11,22      | 11,22      |

## Bekende personaliteiten
- Étienne Lenoir (1822-1900), uitvinder van de eerste commerciële verbrandingsmotor.
- François-Auguste Mouzon, directeur rijksmiddelbare school in Brugge en auteur van talrijke schoolboeken.